# 経済産業政策局
経済産業政策局（けいざいさんぎょうせいさくきょく）は、中央省庁である経済産業省の内部部局の一つ。産業政策や経済・産業に関する調査・統計などを所管する。2001年1月6日の中央省庁再編に際して、旧産業政策局を改組して発足した。

## 沿革
- 1952年8月 大臣官房のほか、企業局を設置。
- 1973年7月 大規模な機構改革で企業局を改組し、産業政策局設置。
- 2001年1月 産業政策局を改組して経済産業政策局発足。

## 所掌業務
経済産業省組織令第4条では、以下の事務を経済産業政策局の所掌事務と定めている。
1. 経済構造改革の推進に関すること。
2. 民間の経済活力の向上を図る観点から必要な経済財政諮問会議において行われる経済全般の運営の基本方針の審議に係る企画及び立案への参画に関し、経済産業省の所掌に係る政策の企画を行うこと。
3. 産業構造の改善に関すること。
4. 企業間関係その他の産業組織の改善に関すること。
5. 市場における経済取引に係る準則の整備に関すること。
6. 工業所有権及びこれに類するものの保護及び利用に関すること（特許庁及び商務情報政策局の所掌に属するものを除く。）。
7. 第三号から前号までに掲げるもののほか、業種に普遍的な産業政策に関すること（特許庁、産業技術環境局及び商務情報政策局の所掌に属するものを除く。）。
8. 経済産業省の所掌事務に関する調査に関する事務の総括に関すること。
9. 経済産業省の所掌事務に関する内外経済事情及び経済政策の調査に関すること。
10. 経済産業省の所掌事務に関する経済に関する長期計画に関すること。
11. 商鉱工業の発達及び改善に関する基本に関すること（商務情報政策局の所掌に属するものを除く。）。
12. 経済産業省の所掌に係る事業の発達、改善及び調整に関すること（資源エネルギー庁及び他局の所掌に属するものを除く。）。
13. 経済産業省の所掌に係る物資（電力を含む。次号及び第十五号において同じ。）の総合的な需給の調整に関すること。
14. 経済産業省の所掌に係る物資の需給の調整に関する事務の総括に関すること。
15. 経済産業省の所掌に係る物資の価格に関する事務の総括に関すること。
16. 経済産業省の所掌事務に係る価格の統制に関すること。
17. 経済産業省の所掌に係る金融上の措置に関する事務の総括に関すること。
18. 経済産業省の所掌事務に関する財政投融資計画に関する事務の総括に関すること。
19. 経済産業省の所掌に係る人材に関する事務の総括に関すること。
20. 経済産業省の所掌事務のうち地域に関する総合的な政策の企画及び立案並びに推進に関すること。
21. 産業立地に関すること（商務情報政策局の所掌に属するものを除く。）。
22. 工業用水道事業の助成及び監督に関すること。
23. 地域における商鉱工業一般の振興に関すること（商務情報政策局の所掌に属するものを除く。）。
24. 経済産業省の所掌事務に関する地方情勢に関する調査に関すること。
25. 経済産業省の所掌事務に関する統計に関する事務の総括に関すること。
26. 経済産業省の所掌事務に関する統計調査の結果の総合的解析に関すること。
27. 独立行政法人経済産業研究所の組織及び運営一般に関すること。
28. 独立行政法人中小企業基盤整備機構法（平成十四年法律第百四十七号）第十八条第一項第二号に掲げる業務に関する事務の調整に関すること。
29. 商工会議所及び日本商工会議所の組織及び運営一般に関すること。
30. 産業構造審議会の庶務に関すること。
31. 地方支分部局及び沖縄総合事務局の所掌事務（沖縄総合事務局にあっては、地方支分部局において所掌することとされている事務に限る。以下同じ。）の運営に関する総合的監督に関すること。
32. 地方支分部局の職員の人事並びに教養及び訓練に関する事務の取りまとめに関すること。
33. 地方支分部局の機構及び定員に関する事務の取りまとめに関すること。
34. 地方支分部局の経費の概算の調整及び配賦に関すること。
35. 地方支分部局所属の行政財産及び物品の管理に関する事務の取りまとめに関すること。

## 組織
- 経済産業政策局
  - 業務管理官室
  - 地方創生担当政策統括調整官
  - 総務課（経済産業政策課から2017年組織改編）
総務課（経済産業政策課長、旧産業政策局総務課、旧企業局第一課）は本省の筆頭局筆頭課と位置付けられ、総務課長経験者はのちの事務次官や局長などに多く昇進している。
    - 政策企画官

  - 調査課
    - 企業財務室

  - 産業構造課
    - 経済社会政策室

  - 産業組織課
    - 経済社会政策室
    - 競争環境整備室
    - 知的財産政策室

  - 産業創造課
  - 産業資金課
  - 産業人材課
    - 未来人材戦略室

  - 企業行動課
    - 企業会計室

  - 投資促進課
    - 対日投資総合相談室
    - 投資交流調整官

  - 地域経済産業政策課
    - 統括地域活性化企画官

  - 地域産業基盤整備課
    - 沖縄振興室
    - 工業用水道企画官

## 歴代経済産業政策局長
| 氏名       | 就任日        | 前職                                 | 後職                                   | 備考 |
| ---------- | ------------- | ------------------------------------ | -------------------------------------- | --- |
| 村田成二   | 2001年1月6日  | 大臣官房長                           | 経済産業事務次官                       | 日本生命特別顧問、新エネルギー・産業技術総合開発機構理事長                                                       |
| 林良造     | 2002年7月30日 | 大臣官房長                           | 経済産業研究所コンサルティングフェロー | 明治大学国際総合研究所所長、一般財団法人機械振興協会経済研究所所長                                               |
| 杉山秀二   | 2003年7月11日 | 中小企業庁長官                       | 経済産業事務次官                       | 商工組合中央金庫副社長・社長、損保ジャパン顧問                                                                   |
| 北畑隆生   | 2004年6月22日 | 大臣官房長、経済産業研修所長         | 経済産業事務次官                       | 神戸製鋼取締役会議長、学校法人三田学園理事長、世界平和研究所副理事長、日本生命特別顧問、丸紅監査役               |
| 鈴木隆史   | 2006年7月10日 | 大臣官房長                           | 特許庁長官                             | |
| 松永和夫   | 2008年7月11日 | 大臣官房長                           | 経済産業事務次官                       | 損保ジャパン顧問、住友商事取締役、ソニー取締役、三菱ふそうトラック・バス代表取締役会長                           |
| 安達健祐   | 2010年7月     | 大臣官房長                           | 経済産業事務次官                       | 日本生命特別顧問、旭化成取締役、東洋エンジニアリング取締役、商工組合中央金庫社長                                 |
| 石黒憲彦   | 2011年8月     | 商務情報政策局長                     | 経済産業審議官                         | |
| 菅原郁郎   | 2012年9月     | 産業技術環境局長                     | 経済産業事務次官                       | 内閣官房参与、特定非営利活動法人ビュー・コミュニケーションズ理事長、トヨタ自動車取締役、国立大学法人一橋大学理事 |
| 柳瀬唯夫   | 2015年8月4日  | 内閣総理大臣秘書官（事務担当）       | 経済産業審議官                         | 内閣官房日本経済再生総合事務局長代理補                                                                           |
| 糟谷敏秀   | 2017年7月5日  | 製造産業局長                         | 大臣官房長                             | |
| 新原浩朗   | 2018年7月25日 | 内閣府政策統括官（経済財政運営担当） | 内閣官房内閣審議官                     | 内閣官房日本経済再生総合事務局長代理補                                                                           |
| 平井裕秀   | 2021年7月1日  | 商務情報政策局長                     | 経済産業審議官                         | |
| 飯田祐二   | 2022年7月1日  | 大臣官房長                           | 経済産業事務次官                       | |
| 山下隆一   | 2023年7月4日  | 製造産業局長                         | 中小企業庁長官                         | 首席エネルギー・環境・イノベーション政策統括調整官                                                               |
| 藤木俊光   | 2024年7月1日  | 大臣官房長                           | 経済産業事務次官                       | |
| 畠山陽二郎 | 2025年7月1日  | 資源エネルギー庁次長                 |                                        | |

## 不祥事
2021年6月25日、新型コロナウイルス感染症の感染拡大によって売り上げが減った中小企業などを支援する「家賃支援給付金」を、中小企業の関係者を装ってだまし取ったとして、警視庁刑事部捜査第二課が産業資金課係長と産業組織課員の2人を詐欺の疑いで逮捕した。同年12月21日、東京地方裁判所は元係長に懲役2年6カ月の実刑、元課員に懲役2年執行猶予4年を言い渡した。